# Колар (прикраса)

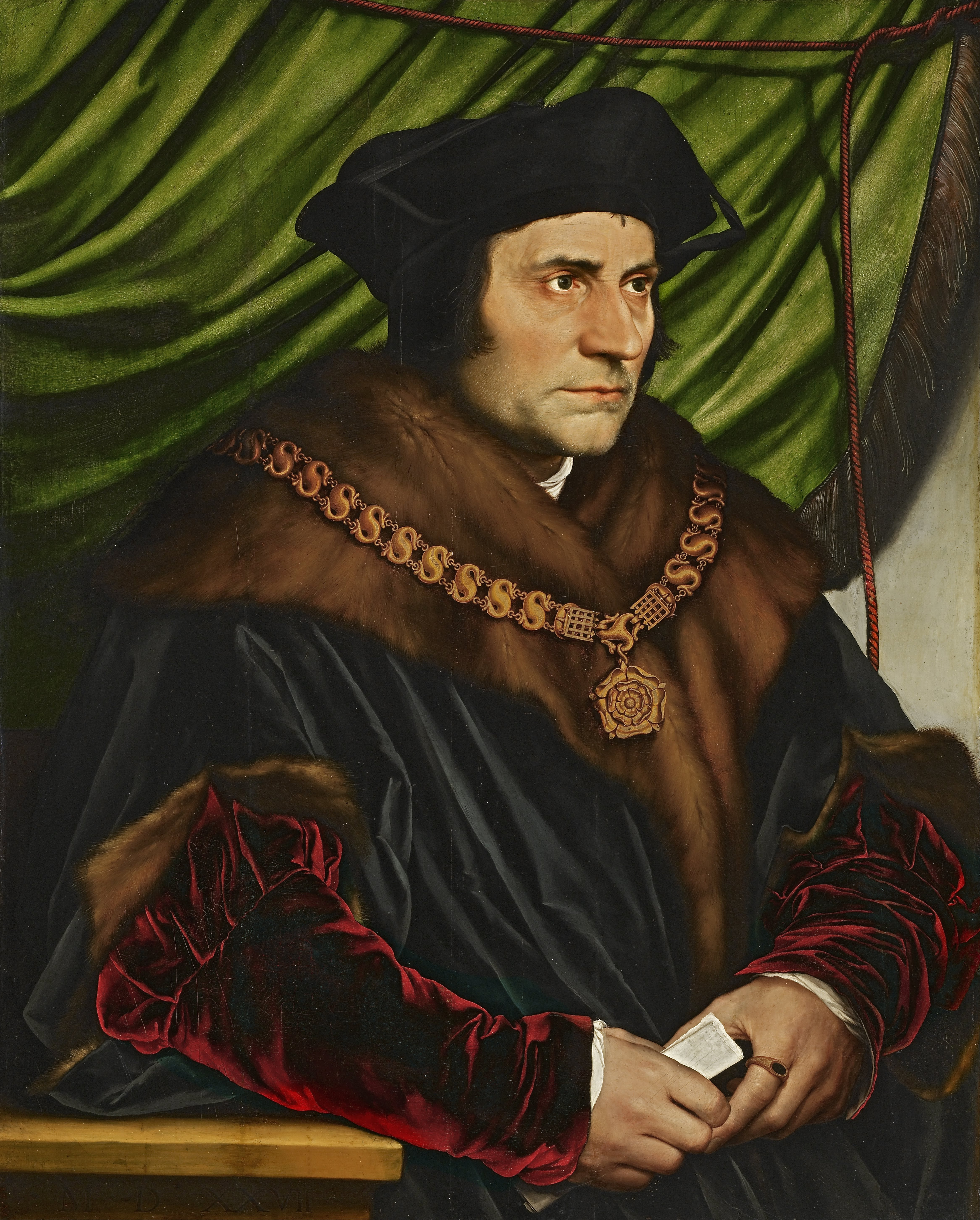
Сер Томас Мор одягнений у Комір Ессів як Лорд-канцлер, Ганс Гольбейн молодший (1527).

У ювелірних виробів колар або комір — це прикраса для шиї.
Колар це старе слово, яке описує намисто, і, зазвичай, сьогодні використовується для опису намиста, яке плоско прилягає до тіла, а не висить вільно.
У сучасних ювелірних прикрасах, комірні намиста мають ланцюг завдовжки 14 дюймів. У вуличній моді, коміри частіше називають «нашийниками». Нашийники частіше асоціюються із панк-сценою та культурою БДСМ.
Зокрема, комір може відноситися до:
- Одна з відзнак Лицарських орденів. Див: Колар (орден)[en]
- Широкий чокер популярний у Едвардіанський період (також званий собачий нашийник[en]); мода була започаткована принцесою (пізніше королевою) Олександрою Данською, яка носила його щоб приховати шрам на шиї.
- Різноманітні Комірові лівреї[en] або ланцюги посади, які носили службовці в Англії, Сполученому Королівстві та інших європейських країнах.
- Будь-яке масивне намисто XVI століття, або раніше.

## Зовнішні посилання
- Portrait of Queen Alexandra in a diamond collar